# Nick Waplington
Nick Waplington est un photographe britannique né en 1965 à Londres.